# Perizoma reducta
Perizoma reducta là một loài bướm đêm trong họ Geometridae.